# Iracoubo (fleuve)
Pour les articles homonymes, voir Iracoubo (homonymie).
L'Iracoubo est un fleuve de la Guyane.

## Géographie
De 159,8 km de longueur, l'Iracoubo prend sa source au pied de la montagne des Trois-Roros, au nord-ouest de Saint-Élie.

## Affluents
Ses principaux affluents sont la crique Eau-Blanche et la crique Florian.